# Cheiracanthium insigne
Cheiracanthium insigne es una especie de araña del género Cheiracanthium, familia Cheiracanthiidae, suborden Araneomorphae. Fue descrita científicamente por O. Pickard-Cambridge en 1874.

## Distribución
Se distribuye por India, Sri Lanka, Tailandia, Birmania, Laos y China.